# إنريكي عمر سواريز
إنريكي عمر سواريز (بالإسبانية: Enrique Omar Suárez)‏ هو شخصية أعمال أرجنتيني، ولد في القرن العشرين.